# Mujo Muković
Mujo Muković (en serbe cyrillique : Мујо Муковић ; né le 15 août 1963) est un homme politique serbe. Il est président du Parti national bosniaque et député à l'Assemblée nationale de la république de Serbie.

## Parcours
Ancien vice-président du Parti démocratique du Sandžak (SDP) de Rasim Ljajić, Mujo Muković fonde le Parti national bosniaque (BSN) le 15 janvier 2012. Aux élections législatives serbes de 2012, il figure en 20e position sur la liste de la coalition Donnons de l'élan à la Serbie, emmenée par Tomislav Nikolić qui était alors président du Parti progressiste serbe (SNS) ; il y représente la municipalité de Tutin. La coalition recueille 24,04 % des voix et remporte ainsi 73 sièges sur 250 à l'Assemblée nationale de la république de Serbie, ce qui vaut à Mujo Muković de devenir député.
À l'assemblée, il est inscrit au groupe parlementaire du SNS et participe aux travaux de la Commission de l'aménagement du territoire, des transports, des infrastructures et des télécommunications et, en tant que membre suppléant, à ceux de la Commission de l'économie, du développement régional, du commerce, du tourisme et de l'énergie.